# Fantast (slott)
Fantast är ett slott i närheten av staden Bečej, Serbien. Det byggdes av Bogdan Dundjerski. En av hans vänner var Uros Predic, en berömd konstnär, som målade ikonerna i slottskapellet tillägnat St George. En av Bogdan Dundjerskis stora passioner var ridning. Under hans tid som ägare av slottet upptog en hästgård mer än hälften av egendomen med omkring 1 400 renrasiga hästar. 
Numera är slottet ett lyxhotell och på ägorna finns cirka 80 hästar.